# Cincinnati Open 1983
Il Cincinnati Open 1983 è stato un torneo di tennis giocato sul cemento. È stata la 82ª edizione del Cincinnati Open, che fa parte del Volvo Grand Prix 1983. Il torneo si è giocato a Cincinnati in Ohio negli USA, dal 15 al 21 agosto 1983.

## Campioni

### Singolare
Mats Wilander ha battuto in finale  John McEnroe con il punteggio di 6–4, 6–4

### Doppio
Victor Amaya /  Tim Gullikson hanno battuto in finale  Carlos Kirmayr /  Cássio Motta con il punteggio di 6–4, 6–3